# Chiesa di Santa Maria Assunta (Moimacco)
La chiesa di Santa Maria Assunta è la parrocchiale di Moimacco, in provincia ed arcidiocesi di Udine; fa parte della forania del Friuli Orientale.

## Storia

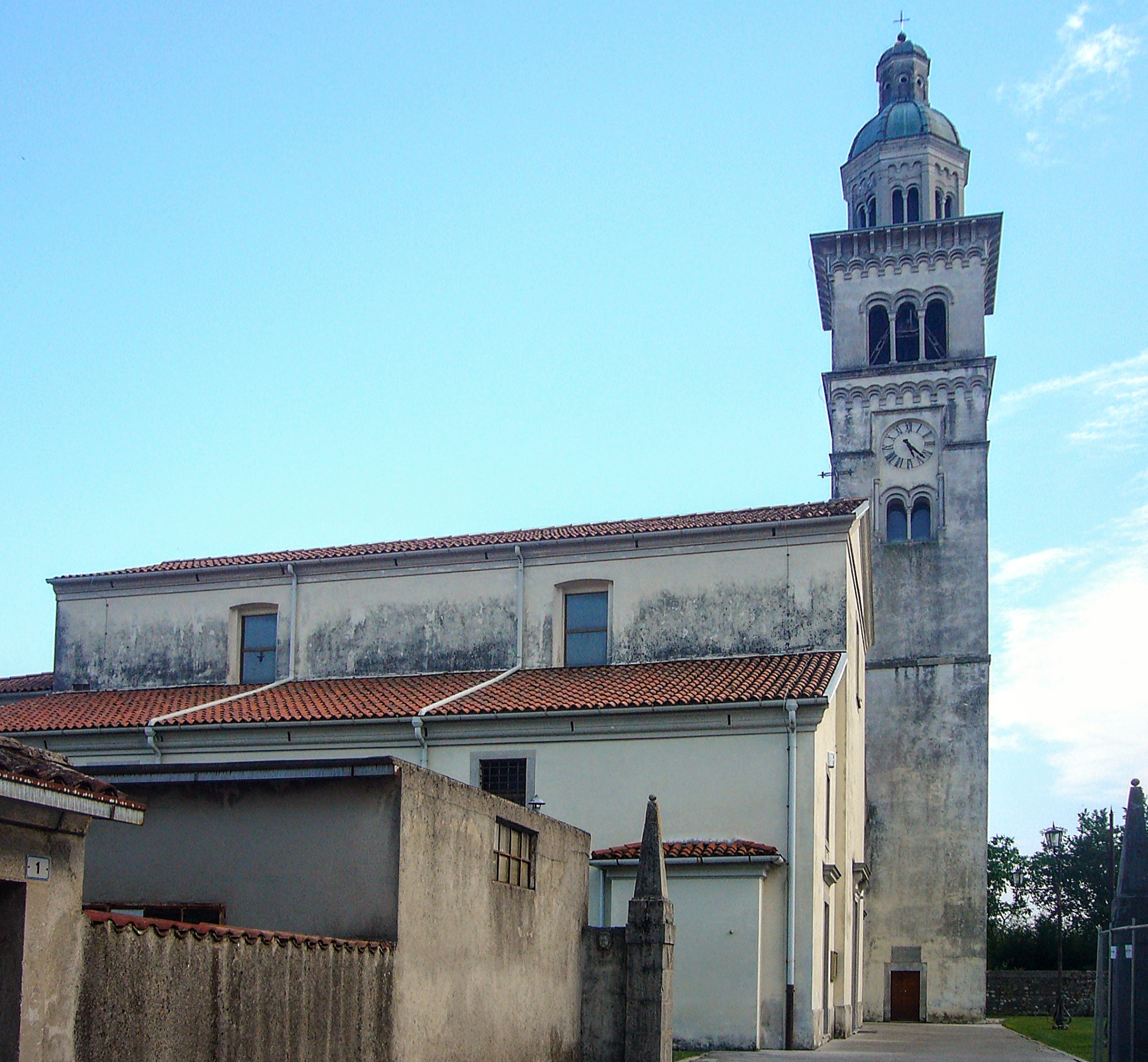
La chiesa col campanile

L'originaria chiesa moimacchese sorse presumibilmente nel IX secolo; nel 1557 venne eretta la torre campanaria.
La prima pietra della nuova parrocchiale fu posta nel 1883; l'edificio, più grande del precedente, venne portato a compimento nel 1894 e consacrato l'anno successivo.
Nel 1911 il campanile fu modificato mediante la costruzione della parte terminale; danneggiata dall'evento sismico del 1976, la chiesa venne restaurata tra il 1987 e il 1988 su disegno dell'architetto palmarino Varnero Vanelli e nello stesso decennio si provvide a dotarla, secondo le norme postconciliari, dell'ambone e dell'altare rivolto verso l'assemblea

## Interno

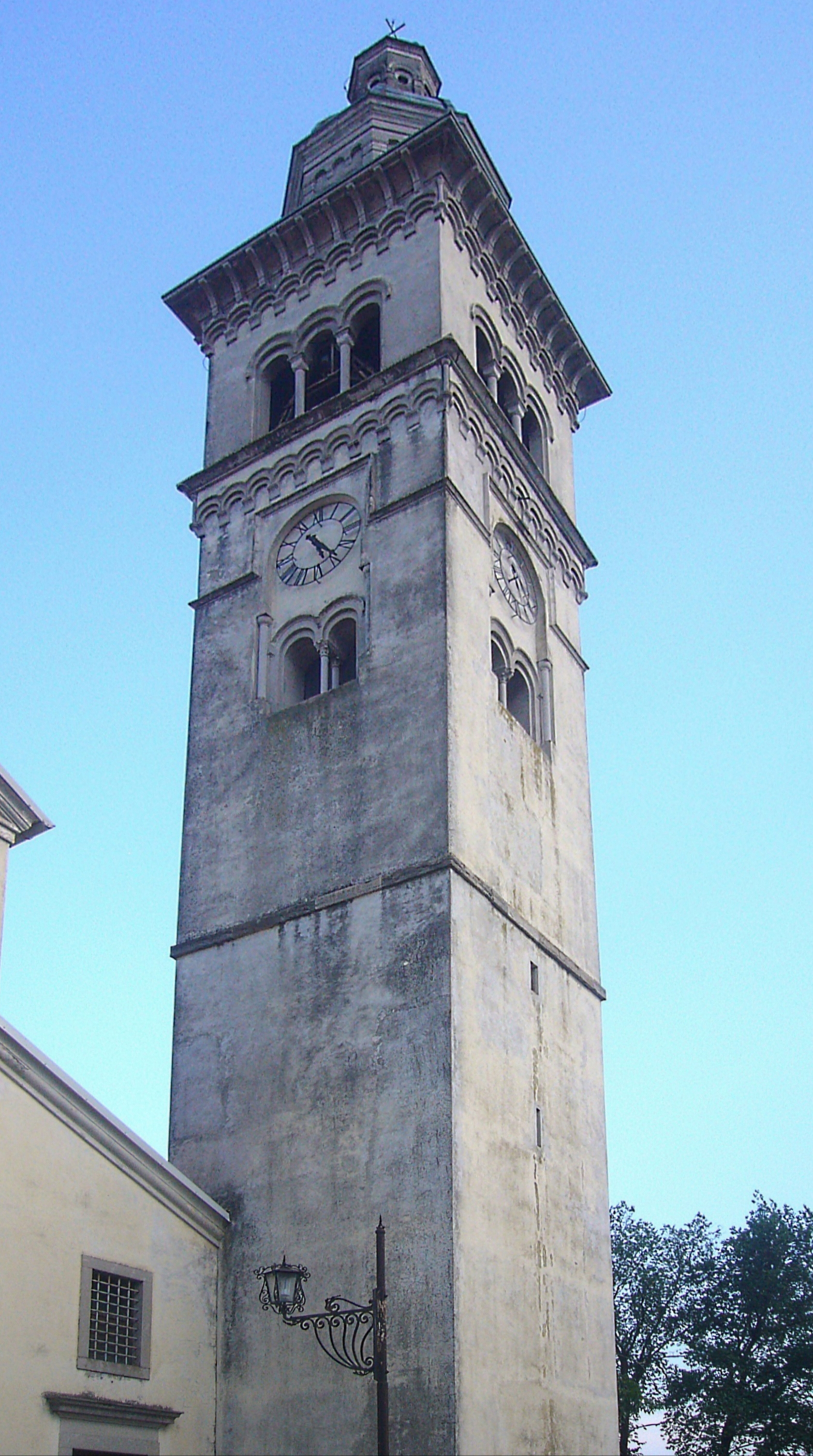
Il campanile

### Esterno
La semplice facciata a salienti della chiesa, che volge a occidente, è suddivisa in tre corpi, ognuno dei quali presenta un portale d'ingresso architravato e una finestra di forma rettangolare, mentre solo quello centrale è coronato dal timpano triangolare.
Annesso alla parrocchiale è il campanile a base quadrata, la cui cella presenta su ogni lato una trifora ed è coronata dalla cupola sormontata dalla lanterna e poggiante sul tamburo, che è caratterizzato da aperture.

### Interno
L'interno dell'edificio è suddiviso da pilastri sorreggenti degli archi a tutto sesto e abbelliti da lesene corinzie in tre navate, di cui la centrale voltata a botte e le laterali coperte da volta a crociera; al termine dell'aula si sviluppa il presbiterio, sopraelevato di due gradini, introdotto dall'arco santo e chiuso dalla parete di fondo piatta.
Qui sono conservate diverse opere di pregio, tra le quali la tela ritraente la Sacra Famiglia con Sant'Elena e due incappucciati della Confraternita dei Battuti, dipinta da Francesco Chiarottini e proveniente dalla chiesetta di San Giovanni Battista, una statua con soggetto la Madonna, realizzata nel 1779, la Via Crucis, eseguita da Guido Tavagnacco nel Novecento, e due confessionali costruiti nel XVIII secolo dalla bottega di Matteo Deganutti.